# Lijst van vlaggen van Amerikaanse deelgebieden

Kaart van vlaggen van de Verenigde Staten

Dit artikel bevat een lijst van vlaggen van Amerikaanse deelgebieden. De Verenigde Staten bestaan uit vijftig staten die elk een eigen vlag hebben. Die vlaggen zijn hieronder weergegeven. Daarnaast zijn er nog andere deelgebieden die ook een eigen vlag hebben. Deze zijn ook in dit artikel weergegeven.
Amerikaanse staten hebben ook hun eigen zegels, zie daarvoor het artikel Lijst van zegels van Amerikaanse deelgebieden.
De afgebeelde vlaggen zijn de 'gewone' vlaggen, dat wil zeggen de vlaggen die door burgers en de overheid gebruikt worden. Afwijkende versies, zoals handelsvlaggen, of een afwijkende achterkant, zijn niet in deze lijst opgenomen. Raadpleeg de artikelen over de vlaggen om eventuele afwijkende versies te zien. De datum van ingebruikname is de datum waarop de huidige vlag officieel aangenomen werd. Wanneer er na die datum weinig belangrijke ontwerpdetails zijn aangepast zijn die wijzigingen niet opgenomen in onderstaande tabellen. Dat wil dus zeggen dat de vlag gewijzigd is zonder de aanblik van de vlag in grote mate te veranderen. Raadpleeg de artikelen over de vlaggen voor een overzicht van de evolutie van de ontwerpen.

## Vlaggen van staten
| Kaart | Staat          | Vlag | Artikel over de vlag    | Ratio               | Ingebruikname                             |
| ----- | -------------- | ---- | ----------------------- | ------------------- | ----------------------------------------- |
|       | Alabama        |      | Vlag van Alabama        | 2:3                 | 16 februari 1895                          |
|       | Alaska         |      | Vlag van Alaska         | 125:177             | 2 mei 1927                                |
|       | Arizona        |      | Vlag van Arizona        | 2:3                 | 17 februari 1917                          |
|       | Arkansas       |      | Vlag van Arkansas       | 2:3                 | 26 februari 1913                          |
|       | Californië     |      | Vlag van Californië     | 2:3                 | 3 februari 1911                           |
|       | Colorado       |      | Vlag van Colorado       | 2:3                 | 5 juni 1911                               |
|       | Connecticut    |      | Vlag van Connecticut    | 11:14               | 3 juni 1897                               |
|       | Delaware       |      | Vlag van Delaware       | Vrij De facto: 2:3  | 24 juli 1913                              |
|       | Florida        |      | Vlag van Florida        | Vrij De facto: 2:3  | 6 juni 1900                               |
|       | Georgia        |      | Vlag van Georgia        | 2:3                 | 8 mei 2003 Eerste versie: 17 oktober 1879 |
|       | Hawaï          |      | Vlag van Hawaï          | 1:2                 | 20 mei 1845                               |
|       | Idaho          |      | Vlag van Idaho          | 26:33               | 12 maart 1907                             |
|       | Illinois       |      | Vlag van Illinois       | 3:5                 | 6 juli 1915                               |
|       | Indiana        |      | Vlag van Indiana        | 2:3 of 3:5          | 31 mei 1917                               |
|       | Iowa           |      | Vlag van Iowa           | 3:4                 | 29 maart 1921                             |
|       | Kansas         |      | Vlag van Kansas         | 2:3                 | 23 maart 1927                             |
|       | Kentucky       |      | Vlag van Kentucky       | 10:19               | 26 maart 1918                             |
|       | Louisiana      |      | Vlag van Louisiana      | 2:3                 | 1 juli 1912                               |
|       | Maine          |      | Vlag van Maine          | 2:3                 | 23 februari 1909                          |
|       | Maryland       |      | Vlag van Maryland       | 2:3                 | 9 maart 1904                              |
|       | Massachusetts  |      | Vlag van Massachusetts  | 3:5                 | 18 maart 1918 Eerste versie: 1890         |
|       | Michigan       |      | Vlag van Michigan       | 2:3                 | 1 augustus 1911 Eerste versie: 1836       |
|       | Minnesota      |      | Vlag van Minnesota      | 3:5                 | 11 mei 2024                               |
|       | Mississippi    |      | Vlag van Mississippi    | 3:5                 | 3 november 2020                           |
|       | Missouri       |      | Vlag van Missouri       | 7:12                | 23 maart 1913                             |
|       | Montana        |      | Vlag van Montana        | 2:3, 3:5 of 5:8     | 7 september 1905                          |
|       | Nebraska       |      | Vlag van Nebraska       | 2:3                 | 2 april 1925                              |
|       | Nevada         |      | Vlag van Nevada         | 2:3                 | 1991                                      |
|       | New Hampshire  |      | Vlag van New Hampshire  | 2:3                 | 1909                                      |
|       | New Jersey     |      | Vlag van New Jersey     | Vrij De facto:2:3   | 11 maart 1896                             |
|       | New Mexico     |      | Vlag van New Mexico     | 2:3                 | 11 maart 1925                             |
|       | New York       |      | Vlag van New York       | 10:19               | 2 april 1901                              |
|       | North Carolina |      | Vlag van North Carolina | 2:3                 | 9 maart 1885 Eerste versie: 1861          |
|       | North Dakota   |      | Vlag van North Dakota   | 26:33 De facto: 3:5 | 3 maart 1911                              |
|       | Ohio           |      | Vlag van Ohio           | 8:13                | 9 mei 1902                                |
|       | Oklahoma       |      | Vlag van Oklahoma       | Vrij De facto: 2:3  | 2 april 1925                              |
|       | Oregon         |      | Vlag van Oregon         | 3:5                 | 26 februari 1925                          |
|       | Pennsylvania   |      | Vlag van Pennsylvania   | 27:37               | 9 april 1799                              |
|       | Rhode Island   |      | Vlag van Rhode Island   | 41:56               | 19 mei 1897                               |
|       | South Carolina |      | Vlag van South Carolina | Vrij De facto: 2:3  | 28 januari 1861                           |
|       | South Dakota   |      | Vlag van South Dakota   | 2:3                 | 11 maart 1963                             |
|       | Tennessee      |      | Vlag van Tennessee      | 3:5                 | 17 april 1905                             |
|       | Texas          |      | Vlag van Texas          | 2:3                 | 24 januari 1839                           |
|       | Utah           |      | Vlag van Utah           | 3:5                 | 9 maart 2024                              |
|       | Vermont        |      | Vlag van Vermont        | Vrij De facto: 2:3  | 1 juni 1923                               |
|       | Virginia       |      | Vlag van Virginia       | Vrij De facto: 2:3  | 30 april 1861                             |
|       | Washington     |      | Vlag van Washington     | 2:3, 3:5 of 5:8     | 7 juni 1917                               |
|       | West Virginia  |      | Vlag van West Virginia  | 10:19               | 7 maart 1929                              |
|       | Wisconsin      |      | Vlag van Wisconsin      | 2:3                 | 29 april 1913                             |
|       | Wyoming        |      | Vlag van Wyoming        | 7:10                | 31 januari 1917                           |

## Vlag van het Hoofdstedelijk District
| Kaart | Gebiedsdeel     | Vlag | Artikel over de vlag     | Ratio | Ingebruikname   |
| ----- | --------------- | ---- | ------------------------ | ----- | --------------- |
|       | Washington D.C. |      | Vlag van Washington D.C. | 10:19 | 15 oktober 1938 |

## Vlaggen van overige gebiedsdelen
| Kaart | Gebiedsdeel                 | Vlag | Artikel over de vlag                    | Ratio | Ingebruikname                                      |
| ----- | --------------------------- | ---- | --------------------------------------- | ----- | -------------------------------------------------- |
|       | Amerikaanse Maagdeneilanden |      | Vlag van de Amerikaanse Maagdeneilanden | 2:3   | 17 mei 1921                                        |
|       | Amerikaans-Samoa            |      | Vlag van Amerikaans-Samoa               | 1:2   | 24 april 1960                                      |
|       | Guam                        |      | Vlag van Guam                           | 22:41 | 9 november 1948                                    |
|       | Johnstonatol                |      | Vlag van het Johnstonatol               | 2:3   | Niet officieel                                     |
|       | Midway                      |      | Vlag van Midway                         | 3:5   | Niet officieel, 29 mei 2000 voor het eerst gehesen |
|       | Navassa                     |      |                                         |       | Geen officiële vlag                                |
|       | Noordelijke Marianen        |      | Vlag van de Noordelijke Marianen        | 1:2   | 4 juli 1976                                        |
|       | Palmyra-atol                |      | Vlag van het Palmyra-atol               | 2:3   | Niet officieel                                     |
|       | Puerto Rico                 |      | Vlag van Puerto Rico                    | 2:3   | 22 december 1895, officieel sinds 1952             |
|       | Wake-eiland                 |      | Vlag van Wake-eiland                    | 2:3   | Niet officieel                                     |

## Vlaggen van voormalige overige gebiedsdelen
| Kaart | Gebiedsdeel                           | Vlag | Artikel over de vlag                               | Ratio | Ingebruikname |
| ----- | ------------------------------------- | ---- | -------------------------------------------------- | ----- | ------------- |
|       | Trustschap van de Pacifische Eilanden |      | Vlag van het Trustschap van de Pacifische Eilanden | 10:19 | 12 juli 1965  |